# 白杨镇 (宜阳县)
白杨镇，是中华人民共和国河南省洛陽市宜阳县下辖的一个乡镇级行政单位。

## 行政区划
白杨镇下辖以下地区：
五区村、西马村、高头村、石板沟村、一区村、二区村、三区村、四区村、东马村、东庄村、漫流村、角底寨村、香潭沟村、蝎子山村、东场村、栗丰村、张庄村、西南留村、南留村、陡沟村、宏沟村、窑凹村、章屯村、龙窝村和石垛村。